# Exorista yunnanica
Exorista yunnanica là một loài ruồi trong họ Tachinidae.